# Полосатая кошачья акула
Полосатая кошачья акула (Proscyllium habereri) — вид хрящевых рыб рода полосатых акул семейства полосатых кошачьих акул отряда кархаринообразных. Обитает в Тихом океане на континентальном и островном шельфе на глубине от 50 до 100 м. Максимальная зафиксированная длина 65 см. У этих акул тонкое удлинённое тело, покрытое многочисленными тёмно-коричневыми и белыми пятнами. Размножаются живорождением. Рацион состоит из мелких костистых рыб, ракообразных и головоногие. Не является объектом коммерческого промысла.

## Таксономия
Вид впервые описан в 1904 году. Голотип представляет собой самца длиной 51,3 см. Вид Calliscyllium venustum (Tanaka, 1915) был экспериментально включён в синонимы полосатой кошачьей акулы несмотря на небольшие различия в окраске голотипов этих двух видов акул. К сожалению, голотип Calliscyllium venustum был утерян, поэтому напрямую сравнить их не представляется возможным. Однако исследование образцов акул рода Proscyllium из Окинавы, Тайваня, Южно-Китайского моря и Явы показало, что их окрас может сильно варьировать. В 1983 году было сделано детальное описание голотипа полосатой кошачьей акулы.

## Ареал
Полосатые кошачьи акулы обитают в северо-западной и центральной части Тихого океана у берегов Явы, Вьетнама, Китая, Тайваня, Кореи, островов Рюкю и у юго-восточного побережья Японии. Они держатся у дна на континентальном и островном шельфе на глубине 50—100 м.

## Описание
У полосатых кошачьих акул тонкое вытянутое тело. Расстояние от кончика рыла до рта составляет 2/3 от ширины рта. По углам рта имеются очень короткие губные борозды. Крупные овальные глаза вытянуты о горизонтали и оснащены мигательными мембранами. Ноздри обрамлены крупными кожными лоскутами. Расстояние между ноздрями составляет от 0,4 до 0,6 от ширины ноздрей. Основание первого спинного плавника лежит перед основанием брюшных плавников. Первый и второй спинные плавники приблизительно равны по высоте. Анальный плавник существенно меньше обоих спинных плавников, его основание лежит перед основанием второго спинного плавника. Хвостовой плавник широкий и короткий, его длина составляет от 17 до 21 % длины тела. Тело покрыто многочисленными тёмно-коричневыми и белыми пятнами.

## Биология
Полосатые кошачьи акулы размножаются яйцеживорождением. Самцы и самки достигают половой зрелости при длине 42—57 см и 51—65 см соответственно. Максимальная зафиксированная длина 65 см. Рацион состоит из мелких костистых рыб, ракообразных, в том числе крабов, и головоногих.

## Взаимодействие с человеком
Вид не представляет опасности для человека. Коммерческой ценности не имеет. Иногда попадает в качестве прилова в глубоководные тралы. Вид чувствителен к антропогенному воздействию, для удвоения численности популяции требуется более 14 лет. Данных для оценки статуса сохранности вида недостаточно.